# Валцбахтал
Валцбахтал (њем. Walzbachtal) општина је у њемачкој савезној држави Баден-Виртемберг. Једно је од 32 општинска средишта округа Карлсруе. Према процјени из 2010. у општини је живјело 9.054 становника. Посједује регионалну шифру (AGS) 8215089.

## Географски и демографски подаци
Валцбахтал се налази у савезној држави Баден-Виртемберг у округу Карлсруе. Општина се налази на надморској висини од 193 метра. Површина општине износи 36,7 km². У самом мјесту је, према процјени из 2010. године, живјело 9.054 становника. Просјечна густина становништва износи 247 становника/km².